# Дорметинген
Дорметинген (њем. Dormettingen) општина је у њемачкој савезној држави Баден-Виртемберг. Једно је од 25 општинских средишта округа Цолерналб. Према процјени из 2010. у општини је живјело 1.065 становника. Посједује регионалну шифру (AGS) 8417015.

## Географски и демографски подаци
Дорметинген се налази у савезној држави Баден-Виртемберг у округу Цолерналб. Општина се налази на надморској висини од 644 метра. Површина општине износи 6,6 km². У самом мјесту је, према процјени из 2010. године, живјело 1.065 становника. Просјечна густина становништва износи 163 становника/km².